# Vaszilij Vasziljevics Ciblijev
Vaszilij Vasziljevics Ciblijev (oroszul: Василий Васильевич Циблиев; Orihivka, Ukrajna 1954. február 20. –) szovjet-orosz pilóta, űrhajós, az Orosz Légierő altábornagya.

## Életpálya
1975-ben a harkovi Repülő főiskolán szerzett diplomát. NDK-ban állomásozó repülőezredben szolgált, repülte az összes hadrendbe állított MiG-típusú repülőgépet. 1980-ban helyezték vissza a Szovjetunióba, az Odessza körzetbe, ahol további hat  repülőgép irányítását sajátította el. 1500 órát töltött a levegőben, közben 100 ejtőernyős ugrást végzett. 1987-ben magasabb parancsnoki diplomát szerzett a Gagarin Repülő Akadémián. 1987. március 26-tól részesült űrhajóskiképzésben. Összesen 381 napot, 15 órát, 53 percet és 2 másodpercet töltött a világűrben. Küldetése során 6 alkalommal, összesen 11 órát és 11 percet töltött külső szereléssel. 1997-ben Moszkvában elvégezte a Moszkvai Állami Földmérési és Térképészeti Egyetemet. Űrhajós pályafutását 1997. december 25-én fejezte be. 1998. július 19-től a Jurij Gagarin Űrhajós Kiképző Központ 1. sz. igazgatóságának vezető-helyettese lett. 2003. szeptember 17-től a Kiképző Központ vezetője. 2009-ben nyugállományba helyezték.

## Űrrepülések
- Szojuz TM–17 1993. július 1-jén kutatásfelelős parancsnokként indult a Mir űrállomásra. Összesen 197 napot, 17 órát, 45 percet és 22 másodperc töltött a világűrben. Kézi vezérléssel történő csatlakozásnál (vizuális ellenőrzés közben) az űrhajó összeütközött (!) az űrállomással, a hővédő pajzs megsérült. Ez volt az első eset, hogy csatlakozás helyett összeütközés történt. Öt űrsétát (kutatás, szerelés) végzett, összesen 14 óra 13 perc időtartamban. 1994. január 14-én tért vissza a Földre.
- Szojuz TM–25 1997. február 10-én kutatásfelelős parancsnokként indult a második hosszú távú szolgáltra, a Mir űrállomásra. Összesen 184 napot, 22 órát, 7 percet és 40 másodpercet töltött a világűrben. A Progressz M–34 teherűrhajó félig kézi üzemmódban történő csatlakozás közben összeütközött (!) az űrállomással, egyik napelem eltört, a csatlakozó modulban dekompresszió jött létre. Egy űrsétát végzett 4 óra 58 perc 30 másodperces időtartamban. 1997. augusztus 14-én tért vissza a Földre.

## Tartalék személyzet
- Szojuz TM–16 parancsnok
- Szojuz TM–23 parancsnok

## Írásai
Több mint 30 tudományos cikk szerző, társszerzője.

## Kitüntetések
- Az Oroszországi Föderáció hőse kitüntetés tulajdonosa,
- Az Orosz Tudományos Akadémia Űrhajózási szakának tagja.